# The Mandrake Project
The Mandrake Project es un álbum de estudio de Bruce Dickinson publicado el 1 de marzo de 2024. La composición corrió a cargo de Dickinson y Roy Z, quien también se desempeñó como productor. Es el primer álbum solista del británico después de Tyranny of Souls (2005), lo que marca el periodo más largo entre discos en toda la carrera en solitario de Dickinson.
El primer sencillo de promoción de The Mandrake Project fue «Afterglow of Ragnarok», publicado en diciembre de 2023, seguido de «Rain on the Graves», estrenado en enero de 2024.

## Lista de canciones
Todas las canciones escritas y compuestas por Bruce Dickinson y Roy Z. 
| N.º | Título                      | Duración |  |
| 1.  | «Afterglow of Ragnarok»     | 5:45     |  |
| 2.  | «Many Doors to Hell»        | 4:48     |  |
| 3.  | «Rain on the Graves»        | 5:05     |  |
| 4.  | «Resurrection Men»          | 6:24     |  |
| 5.  | «Fingers in the Wounds»     | 3:39     |  |
| 6.  | «Eternity Has Failed»       | 6:59     |  |
| 7.  | «Mistress of Mercy»         | 5:08     |  |
| 8.  | «Face in the Mirror»        | 4:08     |  |
| 9.  | «Shadow of the Gods»        | 7:02     |  |
| 10. | «Sonata (Immortal Beloved)» | 9:51     |  |

## Créditos
- Bruce Dickinson – voz
- Roy Z – guitarra, bajo, producción, mezcla
- Dave Moreno – batería
- Maestro Mistheria – teclados

## Listas de éxitos
| Lista (2024)                          | Posición máxima |
| ------------------------------------- | --------------- |
| Australia (ARIA)                      | 59              |
| Austria (Ö3 Austria)                  | 1               |
| Bélgica (Ultratop flamenca)           | 4               |
| Bélgica (Ultratop valona)             | 8               |
| Croacia (IFPI)                        | 28              |
| República Checa (ČNS IFPI)            | 87              |
| Países Bajos (Album Top 100)          | 6               |
| Finlandia (Suomen Virallinen Lista)   | 2               |
| Francia (SNEP)                        | 10              |
| Alemania (Offizielle Top 100)         | 1               |
| Hungría (MAHASZ)                      | 19              |
| Irlanda (IRMA)                        | 78              |
| Italia (FIMI)                         | 14              |
| Polonia (ZPAV)                        | 3               |
| Portugal (AFP)                        | 5               |
| Escocia (Scottish Albums Chart)       | 2               |
| España (PROMUSICAE)                   | 7               |
| Suecia (Sverigetopplistan)            | 1               |
| Suiza (Schweizer Hitparade)           | 2               |
| Reino Unido (UK Albums Chart)         | 3               |
| Reino Unido (UK Independent Albums)   | 1               |
| Reino Unido (UK Rock & Metal Albums)  | 1               |
| Estados Unidos (Billboard 200)        | 176             |
| Estados Unidos (Independent Albums)   | 30              |
| Estados Unidos (Top Hard Rock Albums) | 9               |